# Corin Henry
Pour les articles homonymes, voir Henry.
Corin Henry, né le 5 octobre 1988, à Randallstown, au Maryland, est un joueur américain de basket-ball. Il évolue au poste de meneur.

## Carrière

### Saison 2011-2012
Le 21 juin 2011, Henry signe son premier contrat professionnel au Danemark avec la Team FOG Næstved.
Le 23 juin 2011, automatiquement éligible à la draft 2011 de la NBA après quatre années universitaires, il n'est pas sélectionné.
En 37 matches, il a des moyennes de 22,1 points, 5,1 passes décisives, 4,4 rebonds et 3,4 interceptions par match. Henry mène Næstved en demi-finale des playoffs mais son équipe est éliminée après une défaite 90 à 75 lors du match 5 contre les Svendborg Rabbits, bien qu'Henry termine meilleur marqueur du match avec 27 points, auxquels il ajoute 8 rebonds et 3 passes décisives.

### Saison 2012-2013
Le 24 mai 2012, Henry signe en Australie chez les Sydney Kings.
Il s'adapte rapidement à la NBL et est nommé joueur des semaines 2 et 10. Henry est sélectionné parmi les remplaçants pour le North All-Stars 2012. Malheureusement, il ne participe pas à ce match car il est hospitalisé en raison d'une déshydratation, et Jamar Wilson des Cairns Taipans le remplace.
Le 9 février 2013, contre les New Zealand Breakers, Henry subit une lourde chute qui lui cause une déchirure au tendon du poignet, mettant un terme à sa saison et aux six matches de saison régulière qu'il restait avec les Kings. En 22 matches avec les Kings en 2012-2013, il a des moyennes de 13,2 points, 3,9 rebonds, 2,9 passes décisives et 1,1 interception par match.

### Saison 2013-2014
En août 2013, Henry signe en Bulgarie au Rilski Sportist. En novembre 2013, il quitte Rilski après seulement huit matches.
Le 24 mars 2014, Henry signe en Nouvelle-Zélande avec les Waikato Pistons pour la saison 2014 de NBL. Il participe à l'ensemble des 18 matches de la saison qu'il termine avec des moyennes de 19,3 points, 4,1 rebonds, 5,5 passes décisives et 1,9 interception par match.

### Saison 2014-2015
Le 16 décembre 2014, Henry revient au Danemark chez le Team FOG Næstved pour le reste de la saison 2014-2015. En 21 matches, il a des moyennes de 17,2 points, 5,1 rebonds, 5,6 passes décisives et 2,3 interceptions.

### Saison 2015-2016
Le 2 juillet 2015, Henry signe en Suède avec le Jämtland Basket. En 32 matches avec l'équipe, il a des moyennes de 20,6 points, 4,3 rebonds, 5,7 passes décisives et 2,1 interceptions par match.
Le 27 mai 2016, il signe chez les Sandringham Sabres en Australie pour la saison 2016 de SEABL. En 15 matches avec les Sabres, il a des moyennes de 12,4 points, 3,9 rebonds et 3,5 passes décisives par match.

### Saison 2016-2017
Le 29 juin 2016, Henry signe en seconde division française, à l'ALM Évreux Basket.

### Saison 2017-2018
Le 22 juillet 2017, il signe en deuxième division turque, avec le Düzce Belediye.

### Saison 2018-2019
Le 6 août 2018, il signe en Uruguay, au Montevideo BBC.
Le 6 janvier 2019, il signe en Slovénie, au KK Primorska.

## Clubs successifs
- 2011-2012 :  Team FOG Næstved (Basketligaen)
- 2012-2013 :  Sydney Kings (NBL)
- 2013-2014 :
  -  BC Rilski Sportist (NBL)
  -  Waikato Pistons (NBL)
- 2014-2015 :  Team FOG Næstved (Basketligaen)
- 2015-2016 : 
  -  Jämtland Basket (Basketligan)
  -  Sandringham Sabres (State-League)
- 2016-2017 :   ALM Évreux Basket (Pro B)
- 2017-2018 :  Düzce Belediye (TB2L)
- 2018 :  Defensor Sporting Club Montevideo (LUB)
- 2019 :  KK Primorska (Liga Nova)
- 2019-2020 :  Parsa Mashad (Superleague)
- 2021 :  Exxon Sport Club (Superleague)

## Palmarès
- Champion de Slovènie 2019
- Coupe de Slovènie 2019
- Meilleur marqueur du championnat de Suède 2016
- All-Danish League First Team 2012
- Meilleur défenseur du championnat du Danemark 2012
- All-Star du championnat du Danemark 2012
- Meilleur défenseur de la Lone Star Conference South Division 2011
- All-LSC South Division First Team 2011